# Steve McManaman
Steven McManaman (Liverpool, 1972. február 11. –) angol labdarúgó középpályás, a Liverpool FC és a Real Madrid volt játékosa. Kétszer nyert Bajnokok Ligáját.

## Karrierje

### Liverpool
Steve McManaman Liverpool külvárosában született 1972-ben, és a Liverpool FC melwoodi Centre of Excellence-ében ismerkedett meg a futball alapjaival. 18 éves volt, amikor debütált a nagyok között, majd 20, amikor a megsérült legenda, John Barnes helyére beugorva remekelt az FA-kupa döntőjében a Sunderland ellen. Megválasztották a mérkőzés legjobbjának is, majd az 1995-ös Ligakupa-fináléban szintén, amikor két gólt lőtt a Boltonnak. Ekkorra már válogatott játékosnak vallhatta magát, ami nem is csoda, hiszen 19 éves korától alapember volt klubjában. A szurkolók legfőképpen cseleit és pontos lövéseit imádták. Az 1996-os hazai Európa-bajnokság egyik nagy felfedezettje lett, a Barcelona és a Juventus is le akarta igazolni. McManaman maradt, hiszen hitt benne, hogy nevelőegyesületével feljuthat a klubfutball csúcsaira.
„Maccá"-t 1997 végén az Onze Mondial nevű rangos szaklap beválasztotta az év csapatába, az 1997–1998-as bajnokságban pedig 12 gólt lőtt. A világbajnokságon viszont csak egyszer léphetett pályára. Mivel nem hosszabbította meg a szerződését a klubjával, utolsó idényében többször is tüntettek ellene a szurkolók, ám hiába, a szélső elfogadta a Real Madrid ajánlatát. A Bosman-szabály miatt ingyen szerezték meg őt a madridiak, de megfizették az árát, hiszen heti 60 ezer fontos fizetést kapott, valamint kétmillió fontos aláírási pénzt.

### Real Madrid
Minden idők legjobban fizetett angol labdarúgójaként nem a legjobban kezdett a Realban: edzője, az egykori liverpooli John Toshack nem kedvelte, és csak nehezen tanult meg spanyolul. Márciusra lendült formába, és különösen a Bajnokok Ligájában remekelt: a Valenciával vívott döntőben gólt szerzett, több lap is a mezőny legjobbjának választotta meg.

### Manchester City
Bár csábította az Everton és az Arsenal is, mégis a Manchester City ajánlatát fogadta el, és azzal a szándékkal tért haza a Premiershipbe, hogy 31 évesen visszakerül a válogatottba. Ám a biztató kezdés után sorra szenvedte a térd-, vádli- és Achilles-sérüléseket. 2005-ben, miután megbukott az őt odacsábító menedzser, Kevin Keegan, utóda McManaman egykori játékostársa, Stuart Pearce lett, aki májusban felbontotta a szélső szerződését. Bár hívta a New York/New Jersey MetroStars, McManaman visszavonult.

### Válogatott
1993 februárjában McManaman volt az angol U21-es válogatott csapatkapitánya San Marino ellen. Ő lőtte a 6-0-ra megnyert mérkőzés utolsó gólját.
A felnőtt válogatottban Terry Venables alatt mutatkozott be 1994. november 16-án egy Nigéria elleni barátságos mérkőzésen a Wembley-ben Robert Lee cseréjeként lépett pályára. Mintegy 5 évet kellett várnia első válogatott góljára: 1999. szeptember 4-én duplázott Luxemburg ellen a 2000-es Eb selejtezőjében.

## Sikerei, díjai

### Liverpool
- FA-kupa-győztes: 1992
- Angol ligakupa-győztes: 1995
- FA-kupa ezüstérmes: 1996

### Real Madrid
- Bajnokok Ligája-győztes: 2000, 2002
- Spanyol bajnok: 2001, 2003
- UEFA-szuperkupa-győztes: 2002
- Spanyol kupa-ezüstérmes: 2001

## Statisztikái

### Klub
| Klub             | Szezon                   | Liga                     | Liga            | Liga  | Kupa            | Kupa  | Ligakupa        | Ligakupa | Európai         | Európai | Összesen        | Összesen |
| Klub             | Szezon                   | Bajnokság                | Pályára lépések | Gólok | Pályára lépések | Gólok | Pályára lépések | Gólok    | Pályára lépések | Gólok   | Pályára lépések | Gólok    |
| ---------------- | ------------------------ | ------------------------ | --------------- | ----- | --------------- | ----- | --------------- | -------- | --------------- | ------- | --------------- | -------- |
| Liverpool        | 1990–1991                | First Division           | 2               | 0     | 1               | 0     | 0               | 0        | 0               | 0       | 3               | 0        |
| Liverpool        | 1991–1992                | First Division           | 30              | 5     | 8               | 3     | 5               | 3        | 8               | 0       | 51              | 11       |
| Liverpool        | 1992–1993                | Premier League           | 31              | 4     | 1               | 0     | 5               | 2        | 3               | 1       | 40              | 7        |
| Liverpool        | 1993–1994                | Premier League           | 30              | 2     | 2               | 0     | 2               | 0        | 0               | 0       | 34              | 2        |
| Liverpool        | 1994–1995                | Premier League           | 40              | 7     | 7               | 0     | 8               | 2        | 0               | 0       | 55              | 9        |
| Liverpool        | 1995–1996                | Premier League           | 38              | 6     | 7               | 2     | 4               | 1        | 4               | 1       | 53              | 10       |
| Liverpool        | 1996–1997                | Premier League           | 37              | 7     | 2               | 0     | 4               | 2        | 8               | 1       | 51              | 10       |
| Liverpool        | 1997–1998                | Premier League           | 36              | 11    | 1               | 0     | 5               | 0        | 4               | 1       | 46              | 12       |
| Liverpool        | 1998–1999                | Premier League           | 28              | 4     | 0               | 0     | 0               | 0        | 3               | 1       | 31              | 5        |
| Liverpool        | Liverpool összesen       | Liverpool összesen       | 272             | 46    | 29              | 5     | 33              | 10       | 30              | 5       | 364             | 66       |
| Real Madrid      | 1999–2000                | La Liga                  | 30              | 3     | 10              | 0     | 0               | 0        | 7               | 1       | 47              | 4        |
| Real Madrid      | 2000–2001                | La Liga                  | 26              | 2     | 6               | 0     | 0               | 0        | 10              | 0       | 42              | 2        |
| Real Madrid      | 2001–2002                | La Liga                  | 23              | 2     | 2               | 0     | 0               | 0        | 13              | 2       | 38              | 4        |
| Real Madrid      | 2002–2003                | La Liga                  | 15              | 1     | 4               | 1     | 0               | 0        | 6               | 2       | 25              | 4        |
| Real Madrid      | Real Madrid összesen     | Real Madrid összesen     | 94              | 8     | 22              | 1     | 0               | 0        | 36              | 5       | 152             | 14       |
| Manchester City  | 2003–2004                | Premier League           | 22              | 0     | 3               | 0     | 1               | 0        | 4               | 0       | 30              | 0        |
| Manchester City  | 2004–05                  | Premier League           | 13              | 0     | 1               | 0     | 0               | 0        | 0               | 0       | 14              | 0        |
| Manchester City  | Manchester City összesen | Manchester City összesen | 35              | 0     | 4               | 0     | 1               | 0        | 4               | 0       | 44              | 0        |
| Karrier összesen | Karrier összesen         | Karrier összesen         | 401             | 54    | 52              | 6     | 37              | 10       | 70              | 10      | 560             | 80       |

### A válogatottban
| Anglia   | Anglia          | Anglia |
| Év       | Pályára lépések | Gólok  |
| -------- | --------------- | ------ |
| 1994     | 1               | 0      |
| 1995     | 6               | 0      |
| 1996     | 9               | 0      |
| 1997     | 3               | 0      |
| 1998     | 3               | 0      |
| 1999     | 4               | 2      |
| 2000     | 5               | 1      |
| 2001     | 6               | 0      |
| Összesen | 37              | 3      |

### Góljai a válogatottban
| #  | Dátum               | Helyszín                        | Ellenfél   | Gól   | Eredmény | Verseny              |
| -- | ------------------- | ------------------------------- | ---------- | ----- | -------- | -------------------- |
| 1. | 1999. szeptember 4. | Wembley Stadion, London, Anglia | Luxemburg  | 3 – 0 | 6 – 0    | 2000-es eb-selejtező |
| 2. | 1999. szeptember 4. | Wembley Stadion, London, Anglia | Luxemburg  | 5 – 0 | 6 – 0    | 2000-es eb-selejtező |
| 3. | 2000. június 12.    | Eindhoven, Hollandia            | Portugália | 2 – 0 | 2 – 3    | 2000-es eb           |

## Külső hivatkozások
- Steve McManaman. realmadrid.com
- Steve McManaman. lfchistory.net
- Steve McManaman. transfermarkt.com